# Channel-Port aux Basques
Channel-Port aux Basques es un pueblo canadiense situado en la provincia de Terranova y Labrador.

## Superficie
Channel-Port aux Basques tiene una superficie de 38,84 km².

## Demografía
En 2021, tenía 3547 habitantes, una densidad poblacional de 91,3 hab./km², y 1814 viviendas.